# CFosSpeed
cFosSpeed es un software que soluciona el conformado de tráfico para sistemas operativos Windows. Mejora la latencia de Internet, manteniendo una transferencia de datos alta. El programa se instala como un controlador de dispositivo a la pila de red permitiendo un análisis y priorización efectiva de los paquetes.
Es usado frecuentemente para mejorar la experiencia de los juegos en línea y de las llamadas de VoIP.

## Resumen operacional
El software divide los paquetes de datos en diferentes clases de tráfico. Esto se logra a través de un número de reglas de filtrado que se pueden configurar por el usuario. El tráfico de datos por lo tanto pueden ser clasificados y priorizados por el nombre del programa, por la layer-7 del protocolo TCP o UDP número de puerto, por etiquetas DSCP, así como muchos otros criterios.
El tráfico de salida no se envía de forma indiscriminada. En su lugar, los paquetes de datos se ponen en cola primero y luego se envían en el orden de su prioridad. De esta manera, los datos que se necesitan inmediatamente se transmiten antes que los menos importantes.
Por lo tanto, incluso si grandes cantidades de datos se transfieren al mismo tiempo, limitación de tráfico puede mantener conexiones interactivas como sesiones SSH, sesiones de VNC, llamadas de VoIP, juegos en línea y otros programas críticos en un tiempo de respuesta adecuado. Lo que es más, la transmisión rápida de paquetes TCP ACK mantendrá descargas una rápida velocidad. Esto se debe a que el emisor solo enviará datos después de que el receptor ha reconocido la recepción de los datos más antiguos (control del flujo TCP).
cFosSpeed también reduce la congestión de la red para obtener las descargas mediante la reducción del tamaño de la ventana TCP.
Además, cFosSpeed contiene un filtro de paquetes del firewall y un medidor de tráfico de datos. También cuenta con un lenguaje de programación que permite personalizar los filtros.

## Vínculos
- Official site
- Review on kashfi.com
- Review on Softonic onsoftware

- Datos: Q306106